# Dinone
Dinone di Colofone (Colofone, 400 a.C. circa – Dopo il 340) è stato uno storico greco antico.

## Biografia
Dinone, originario della città di Colofone, fu esperto in argomenti persiani, forse per esperienza diretta. Suo figlio fu lo storico Clitarco di Alessandria.

## Opere
Scrisse un'opera divisa in almeno tre sezioni, che sembrano ricalcare le sezioni dell'opera del suo predecessore Ctesia, Assyriaká, Medikà e Persikà. I trenta frammenti sopravvissuti sembrano, comunque, dimostrare che Dinone adattava e continuava proprio il lavoro di Ctesia, che si concludeva al 398-397 a.C.

A partire dai tempi leggendari di Semiramide e arrivando alla fine con la riconquista persiana dell'Egitto, Dinone trattava numerosi argomenti. Nei frammenti sono presenti il nome di Zoroastro, la profezia sulla gloria futura di Ciro, predetta al re Astiage, la genealogia di Cambise, la descrizione delle abitudini a tavola di Serse, la presunta garanzia di protezione che Temistocle avrebbe ricevuto da Artaserse I quando lo stratego ateniese aveva lasciato la Grecia per l'Asia Minore, una genealogia molto corrotta di una sorella di Artaserse I, la vita di Artaserse II e le maniere persiane.

I frammenti superstiti mostrano che Dinone, comunque, compose la sua opera per i lettori con un gusto per gli elementi favolosi, strani ed erotici. Tuttavia il biografo romano Cornelio Nepote lo utilizzò come la fonte più attendibile sulla storia persiana, e sia Ateneo che Plutarco fecero ripetutamente fatto uso del suo lavoro  insieme (e in contrapposizione a) Ctesia; il suo nome si trova anche un paio di volte in Plinio il Vecchio.